# Бунрјаку
Бунрјаку (天暦), позната и као Бунреки је јапанска ера (ненко) која је настала после Тенпуку и пре Катеи ере. Временски је трајала од новембра 1234. до септембра 1235. године и припадала је Камакура периоду. Владајући монарх био је цар Шиџо.

## Важнији догађаји Бунрјаку ере
- 18. јун 1234. (Бунрјаку 1, двадесети дан петог месеца): Умире бивши цар Чукјо.[3]
- 31. август 1234. (Бунрјаку 1, шести дан осмог месеца): Умире бивши цар Го-Хорикава.[4]
- 1234. (Бунрјаку 1, дванаести месец): Куџо Јорицуне се уздиже на дворској хијерархији. Сада припада првом ранку треће класе моћника.[5]